# Tyrannœil
Un tyrannœil, parfois appelé beholder, spectateur ou œil tyran, est une créature fantastique créée pour le jeu de rôle Donjons et Dragons. C'est l'un des monstres les plus anciens, les plus classiques et les plus connus du jeu.
Il apparaît pour la première fois en 1975 dans Greyhawk, le premier supplément de Donjons et dragons, et apparaît sur la couverture. Le tyrannœil a été plus détaillé dans des suppléments de la seconde édition d'Advanced Dungeons & Dragons dans les années 1990, entre autres dans des suppléments du décor de campagne Spelljammer.

## Origines
Contrairement à la plupart des monstres de D&D qui sont tirés de diverses mythologies (comme les dragons) ou de romans de fantasy (comme les orques), le tyrannœil a été créé pour D&D. Il a été imaginé par Terry Kuntz, le frère de Rob Kuntz, et ses caractéristiques pour le jeu ont été détaillées par Gary Gygax.
Le tyrannœil fut ensuite modifié par l'illustrateur Keith Parkinson, qui lui a donné des écailles blindées et des pédoncules oculaires semblables à ceux d'un arthropode. Jeff Grubb s'est basé sur les illustrations de Parkinson pour créer les semi-tyrannœils de Spelljammer.

## Description physique
Le tyrannœil se présente comme une sphère flottant dans l'air, avec pour seuls organes externes une grande bouche pleine de dents, un grand œil juste au-dessus de la bouche, et dix petits yeux montés sur des pédoncules, sur le sommet de la sphère.
Chacun des yeux de la créature possède un pouvoir magique : l'œil central émet un cône d'antimagie, et les dix petits yeux peuvent chacun lancer un rayon différent. Tous ces rayons sont dangereux au combat, et certains de ces yeux ont des pouvoirs particulièrement destructeurs, comme la désintégration ou la pétrification.
Il existe de nombreuses créatures apparentées aux tyrannœils, ou pseudo-tyrannœils, décrites dans de nombreux suppléments de Donjons et dragons.
Parmi ces sous-espèces, on retrouve : 
- Baiser de la Mort : aussi appelé Saigneur, ou Œil de la Terreur, ce tyrannœil possède des tentacules suceurs de sang à la place de pédoncules. Ils chassent à l'odorat et leur œil central n'a aucun pouvoir magique autre que l'infra-vision. Ils sont paranoïaques et xénophobes.
- Œil des Profondeurs
- Globe oculaire
- Gauth
- Spectateur
- Mère de ruche (Reine-Mère)
- Astereater (Dévoreur Astral)
- Directeur
- Examinateur
- Contremaître
- Homme-lentille (« Guetteur »)

## Société
Les tyrannœils sont extrêmement xénophobes et violents, et vivent dans des souterrains comme Ombreterre. Leurs communautés souterraines sont souvent en guerre sauvage avec leurs voisins.
Ils vénèrent une déesse folle et dominatrice, la Grande Mère, qui se trouve être la 6e strate des Abysses elle-même et est aussi dénommée le Monde aux millions d'yeux. Leur seule autre divinité connue est le rebelle Gzemnid, dieu des gaz, des brumes, et de la tromperie.

## Le tyrannœil dans les décors de campagne

### Eberron
Dans Eberron, les tyrannœils sont rares. Ils sont originaires de Khyber, le monde souterrain, et ont été créés par les daelkirs comme plates-formes d'artillerie mobile.

### Les Royaumes oubliés
Les tyrannœils apparaissent dans le décor de campagne des Royaumes oubliés. Ils tentent d'y contrôler de nombreux secteurs de la société. En particulier, de nombreux tyrannœils appartiennent au Zhentarim, certains travaillent avec les Sorciers Rouges de Thay et un tyrannœil particulièrement puissant, appelé Xanathar, contrôle la guilde de voleurs de Port-Crâne, la ville souterraine en dessous d'Eauprofonde. Les tyrannœils se battent aussi pour dominer l'Outreterre, d'où la plupart sont originaires. Ils ont en Outreterre une grande cité, Ooltul.

### Spelljammer
Dans Spelljammer, les tyrannœils sont une des races majeures à voyager de planète en planète. Ils se livrent cependant une guerre civile pour purifier leur race. En effet, en plus de haïr les autres races, les tyrannœils chassent les moindres variations d'apparence parmi les autres tyrannœils. Chaque nation tyrannœil voit les autres comme d'ignobles copies à détruire coûte que coûte.
Des tyrannœils solitaires apparaissent de loin en loin, souvent des réfugiés solitaires. Le plus célèbre d'entre eux est le Gros Luigi, qui travaille comme tenancier d'une taverne sur l'astéroïde connu sous le nom de Roc de Bral.
Les vaisseaux tyrannœils portent parfois un grand éperon, ou ne sont pas armés, en dehors des rayons des tyrannœils à bord. Les vaisseaux sont dirigés et propulsés par des tyrannœils génétiquement transformés, les « orbi » (orbus au singulier), des créatures aveugles et albinos.

## Accueil
Les tyrannœils sont considérés comme l'une des créatures les plus dangereuses du jeu et ont reçu un excellent accueil des rôlistes, ce qui leur vaut de gagner peu à peu en importance dans les univers du jeu au fil des suppléments et des romans dérivés,,. Ils figurent en couverture de plusieurs suppléments. En 2013, le site Gizmodo considère le tyrannœil comme la créature la plus mémorable du jeu parmi les créations originales des auteurs (en excluant les créatures empruntées aux mythes et légendes). En 2023, GameRant classe le tyrannœil monstre le plus représentatif de Donjons et Dragons, devant les dragons .

## Postérité
Plusieurs autres univers de fantasy mettent en scène des créatures très proches, visiblement inspirées par le tyrannœil. La série de jeux vidéo Final Fantasy met en scène une créature maléfique en forme d'œil volant manifestement empruntée à Donjons et Dragons. Des créatures de ce type se rencontrent également dans la série de light novels Goblin Slayer et dans la série télévisée d'animation La Légende de Vox Machina .
Le film d'animation En avant du studio Pixar, sorti en 2020, met en scène un tyrannœil et un cube gélatineux (autre créature du bestiaire de Donjons et Dragons) dans une séquence post-générique. Les créatures ont été utilisées avec l'autorisation de l'éditeur du jeu, Wizards of the Coast.
En 2022, la marque de jeu de construction Lego lance un concours pour une boîte à thème Donjons et Dragons,. La boîte qui en résulte, sortie en mars 2024, met en scène un tyrannœil au côté d'un dragon rouge dans un château divisé en multiples niveaux,.
Dans la série de jeux vidéos Heroes of Might and Magic on peut rencontrer des Yeux maléfiques, auprès de la faction Donjons dans Heroes of Might and Magic 3, et comme créatures neutres dans Heroes of Might and Magic 4.
Ces Yeux maléfiques correspondent à la description des tyrannoeil et ont la capacité de tirer un rayon d'énergie avec leur oeil unique.